# San
San (ukrajinsky Сян) je řeka na jihovýchodě Polska (Podkarpatské vojvodství). Na horním toku teče krátce po hranici Polska a Ukrajiny (Lvovská oblast). Její délka činí 444 km. Povodí má rozlohu 16 861 km², z toho v Polsku 14 390 km² a na Ukrajině 2 471 km². Název řeky je zmíněn ve druhé sloce písně, z níž se stala ukrajinská hymna.

## Průběh toku
Pramení ve Východních Beskydech v systému Karpat. Protéká kopcovitou rovinou a protíná Sandomežskou nížinu. Hlavní přítoky jsou zleva Wisłok a zprava Tanev. Je pravým přítokem Visly.

### Města ležící na řece
Na řece leží města Dynów, Přemyšl (Przemyśl), Przeworsk, Jarosław, Lesko, Leżajsk, Nisko, Radymno, Rudnik, Sanok, Sieniawa, Stalowa Wola a Zagórz.

## Vodní režim
Průměrný dlouhodobý průtok na dolním toku je 125 m³/s. Nejvyšší vodnosti dosahuje od února do května. V ostatních částech roku průtok mírně klesá, je však zvyšovaná v oddělených časových úsecích dešťovými srážkami.

## Využití
V roce 1968 byla na horním toku postavena Soliňská přehrada (objem 0,5 km³) s hydroelektrárnou (výkon 120 MW). Po řece se splavuje dřevo.